# Драхтик (Армения)
Драхтик (арм. Դրախտիկ, до 1991 года — Тохлуджа) — село в Гегаркуникской области Армении.

## География
Село расположено в северной части марза, на берегах реки Драхтик, к востоку от автодороги , на расстоянии 61 километра к северо-востоку от города Гавар, административного центра области. Абсолютная высота — 1980 метров над уровнем моря.

### Климат
Климат характеризуется как умеренно холодный, влажный (Dfb в классификации климатов Кёппена). Среднегодовая температура воздуха составляет +4,8 °C. Средняя температура самого холодного месяца (января) составляет −5,7 °С, самого жаркого месяца (августа) — +15,6 °С. Расчётная многолетняя норма атмосферных осадков — 1041 мм. Наибольшее количество осадков выпадает в мае (143 мм).

## Население
Численность постоянного населения по состоянию на 1 января 2024 года составляла 917 человек.
| Год переписи | Население          | Население          | Население          | Население            | Население            | Население            |
| Год переписи | Наличное население | Наличное население | Наличное население | Постоянное население | Постоянное население | Постоянное население |
| Год переписи | Всего              | Мужчины            | Женщины            | Всего                | Мужчины              | Женщины              |
| ------------ | ------------------ | ------------------ | ------------------ | -------------------- | -------------------- | -------------------- |
| 2001         | 1023               | 496                | 527                | 1044                 | 511                  | 533                  |
| 2011         | 880                | 431                | 449                | 909                  | 457                  | 452                  |

| Год  | Численность | Численность |
| ---- | ----------- | ----------- |
| 1829 | 296         | [ 8 ]       |
| 1873 | 466         |             |
| 1897 | 935         | [ 8 ]       |
| 1926 | 1417        | [ 8 ]       |
| 1931 | 1723        | [ 8 ]       |
| 1939 | 1840        | [ 8 ]       |
| 1959 | 1528        | [ 8 ]       |
| 1970 | 2469        | [ 8 ]       |
| 1979 | 2664        | [ 8 ]       |
| 1987 | 2985        |             |
| 2001 | 1044        | [ 8 ]       |
| 2011 | 909         | [ 9 ]       |